# Beschrijvende taalkunde
In de taalkunde is beschrijvende taalkunde het objectief analyseren en beschrijven van hoe taal daadwerkelijk wordt gebruikt (of hoe ze in het verleden werd gebruikt) door een spraakgemeenschap .
Alle wetenschappelijk onderzoek in de taalkunde is beschrijvend; net als alle andere wetenschappelijke disciplines probeert ze de werkelijkheid te beschrijven, zonder de vooringenomenheid van vooropgezette ideeën over hoe die zou moeten zijn. Moderne beschrijvende taalkunde is gebaseerd op een structurele benadering van taal, zoals geïllustreerd in het werk van Leonard Bloomfield en anderen.

## Beschrijvende versus normatieve taalkunde
Taalkundige beschrijving staat vaak in contrast met voorgeschreven taal die vooral in het onderwijs en in de uitgeverswereld wordt aangetroffen.
Volgens de linguïst Larry Andrews is beschrijvende grammatica de linguïstische benadering die bestudeert hoe een taal is, in tegenstelling tot prescriptieve grammatica, die voorschrijft hoe een taal eruit zou moeten zien. :25 Beschrijvende grammatici richten hun analyse met andere woorden op hoe allerlei soorten mensen in allerlei omgevingen, meestal in meer informele, alledaagse omgevingen, communiceren; terwijl prescriptieve grammatici zich concentreren op de grammaticale regels en structuren die vooraf zijn bepaald door taalregisters en machtsfiguren. Een voorbeeld dat Andrews in zijn boek gebruikt, is fewer than versus less than, twee manieren om in het Engels "minder dan" te zeggen :26 Een beschrijvende grammaticus zou stellen dat beide uitspraken even geldig zijn, zolang de betekenis achter de uitspraak kan worden begrepen. Een prescriptieve grammaticus zou de regels en conventies achter beide uitspraken analyseren om te bepalen welke bewering correct is of anderszins de voorkeur verdient. Andrews is ook van mening dat, hoewel de meeste taalkundigen beschrijvende grammatici zouden zijn, de meeste leraren op openbare scholen de neiging hebben prescriptief te zijn. :26

## Geschiedenis van het vakgebied
De eerste werken met taalkundige beschrijving kunnen worden toegeschreven aan Pāṇini, een grammaticus van het Sanskriet van rond 4de eeuw v.Chr. Later ontstonden filologische tradities rond de beschrijving van Grieks, Latijn, Chinees, Hebreeuws en Arabisch. De beschrijving van moderne Europese talen begon pas in de Renaissance: Spaans in 1492, Frans in 1532, Engels in 1586; in dezelfde periode verschenen de eerste grammaticale beschrijvingen van Nahuatl (1547) of Quechua (1560) in de Nieuwe Wereld, gevolgd door talrijke andere. :185
Taalbeschrijving als discipline nam een hoge vlucht aan het einde van de 19de eeuw met de structuralistische revolutie (van Ferdinand de Saussure tot Leonard Bloomfield), en het idee dat elke taal een uniek symbolisch systeem vormt, anders dan andere talen, waard om te worden beschreven "in zijn eigen termen". :185

## Uitdagingen
Bijna alle taalkundige theorie vindt haar oorsprong in praktische problemen van de beschrijvende taalkunde. Fonologie (en de theoretische ontwikkelingen ervan, zoals het foneem) houdt zich bezig met de functie en interpretatie van geluid in taal. Syntaxis is ontwikkeld om te beschrijven hoe woorden zich tot elkaar verhouden om zinnen te vormen. Lexicologie verzamelt zowel woorden als hun afleidingen en transformaties, en heeft niet geleid tot veel algemene theorie.
Taalkundige beschrijving kan een of meer van de volgende doelen beogen:
1. Een beschrijving van de fonologie van de taal in kwestie.
2. Een beschrijving van de morfologie van woorden die bij die taal horen.
3. Een beschrijving van de syntaxis van goedgevormde zinnen van die taal.
4. Een beschrijving van lexicale afleiding.
5. Een documentatie van de woordenschat met minstens duizend woorden.
6. Een reproductie van enkele authentieke teksten.